# Вениамин (Таушанович)
Епи́скоп Вениами́н (серб. Епископ Венијамин, в миру Владимир Таушанович, серб. Владимир Таушановић; 23 января 1884, Пирот, Сербия — 28 мая 1952, Белград) — епископ Сербской православной церкви, епископ Браничевский.

## Биография
Его отец, Воин Чиркович был видным торговцем, председателем пиротского муниципалитета и народным депутатом, радикалом и участником Тимокского восстания, а мать Анастасия, была сестрой известного банкира, политика и министра, Косты Таушановича. 8 апреля 1884 года, спустя два с половиной месяца после рождения Владимира, умирает его мать, которой тогда было только 24 года. Его усыновляет Коста Таушанович, из-за чего Владимир носил фамилию Таушанович до конца жизни. Крещение состоялось в Белграде, а крёстным отцом стал лично Никола Пашич.
Начальную школу и шестиразрядную гимназию окончил в Белграде. В 1902—1907 годы обучался в Кишинёвской духовной семинарии и богословский факультет Афинского университета, на котором в 1912 году защитил докторскую диссертацию «Апостол Павел в Афинах».
11 мая 1913 года в Монастыре Раковица архимандритом Рувимом пострижен в монашество с именем Вениамин, 14 мая епископом Нишским Досифеем (Васичем) в Белградской соборной церкви был рукоположен в сан иеродиакона, а 21 мая там же митрополитом Сербским Димитрием (Павловичем) рукоположён в сан иеромонаха.
15 декабря 1913 года назначен преподавателем в Белградской духовной семинарии. 15 марта 1914 года назначен преподавателем гимназии города Гевгелия. Преподавал в сербских гимназиях на острове Корфу и в городе Велес. После положенного профессорского экзамена служил в Гевгелии и Охрие.
Работал санитаром в больницах Общества сербских сестёр в Белграде и Леже.
В 1919 года епископом Велешско-Дебарским Варнавой (Росичем) награждён званием синкелла, потом протосинкелла.
15 декабря 1920 года епископом Рашско-Призренским Михаилом (Шиляком) возведён в сан архимандрита.
6 декабря 1925 года решением Архиерейского Собора избран епископом Бихачским.
23 мая 1926 года в Белградской соборной церкви хиротонисан во епископа Бихачского. Хиротонию совершили: Патриарх Сербский Димитрий, митрополит Банялукский Василий (Попович) и епископ Рашско-Призренский Михаил (Шиляк).
29 октября 1928 года переведён на Злетовско-Струмичскую епархию.
В июне 1934 года переведён на Браничевскую епархию. 7 октября того же года состоялась его настолование.
За время его служения было построено 19 церквей и заложено ещё 13, построено 37 новых приходских домов. По его инициативе был основан епархиальный союз христианских общин. Учредил газету «Святосавский путь».
Епископ Вениамн оказывал поддержку богомольческому движению, которое занималось просвещением среди крестьян в дальних горных районах.
Во время Второй мировой войны принял в епархию около 40 изгнанных священников, в монастырях Раваница и святой Петки открыл приюты для бездомных детей.
В 1948 году был членом делегации СПЦ в Москве на торжествах, посвященных 500-летию автокефалии РПЦ.
Скончался 28 мая 1952 года в Белграде. Похоронен в соборной церкви в города Пожаревац.